# Żyrolotka

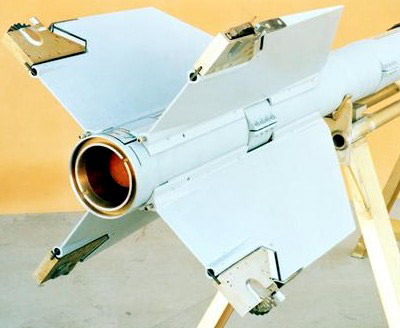
Żyrolotki pocisku AIM-9 Sidewinder

Żyrolotka – lotka pocisku wyposażona w wirujący krążek, umieszczony za osią obrotu lotki. Może mieć własny napęd lub być napędzana przez przepływające powietrze i obracać się z prędkością kilkunastu tysięcy obrotów na minutę.

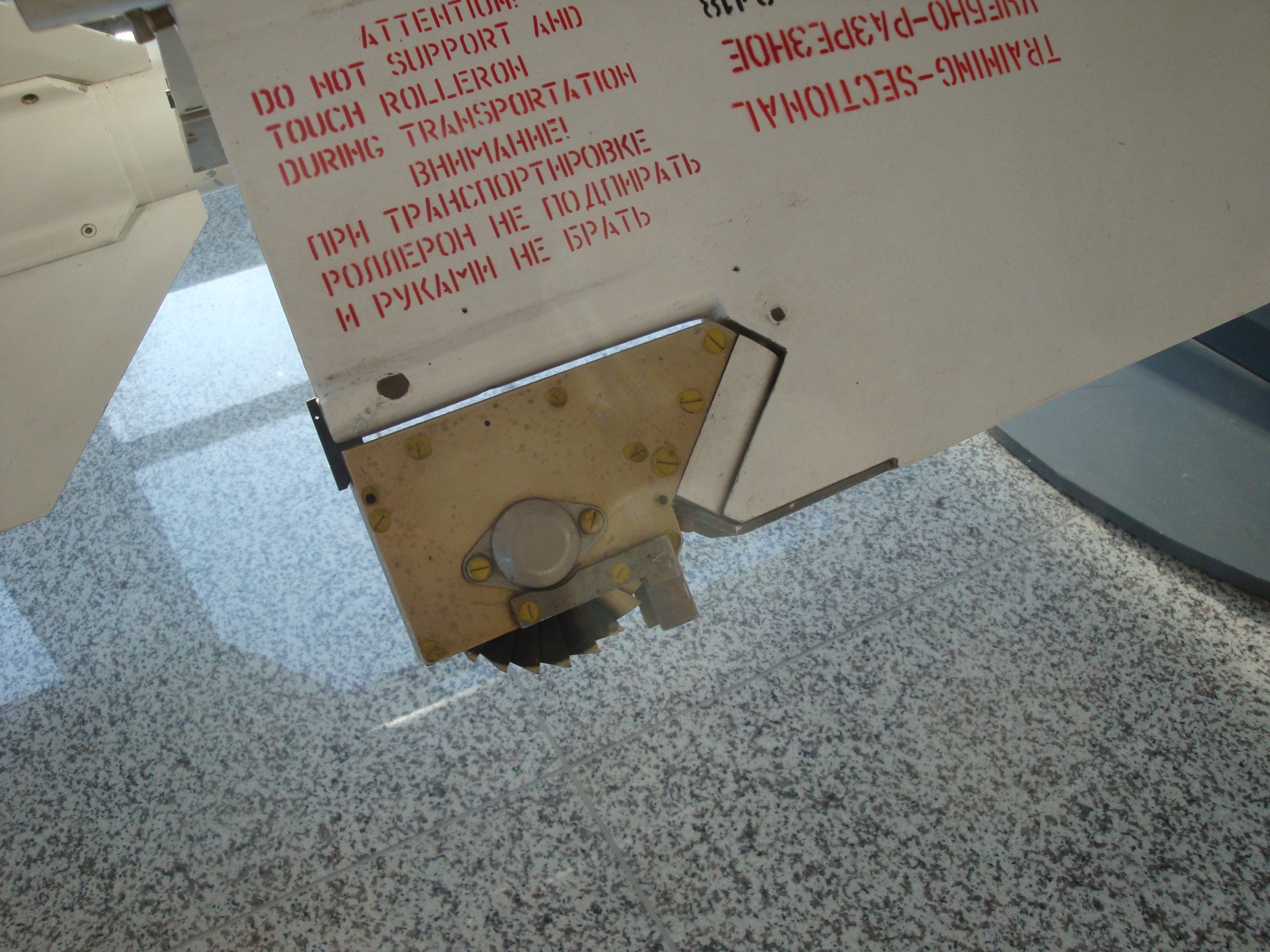
Żyrolotka pocisku K-13. Widoczny krążek wraz z nacięciami powodującymi jego obrót w strugach powietrza

Jeżeli pocisk nie obraca się wokół swej osi podłużnej, żyrolotka jest w położeniu neutralnym. Obrót pocisku wokół osi podłużnej powoduje powstanie momentu żyroskopowego i obrót lotki w takim kierunku, aby obrót pocisku zatrzymać.